# Тугегарао
Тугегарао (таг. Tuguegarao) — главный город провинции Кагаян на Филиппинах. Численность населения — 129 539 жителей. Национальный состав населения разнообразен, главным образом его населяют ибанаги, илоки, тагалы, иватаны, пампанганы. Много также китайцев и выходцев из Индии.

## Географическое положение
Город расположен на берегах реки Кагаян, в месте впадения в Кагаян реки Пинаканауан, у южных границ провинции, в живописной долине, носящей то же название, что и река, и провинция. С трёх сторон эта долина окружена горными системами: Сьера-Мадре, Центральной Кордильерой и горами Карабальо. Это создает некоторую защиту от влияния внешних климатических факторов. От Тугегарао до Манилы примерно 330 км, и до моря — 90.

## Климат
Климат провинции — субэкваториальный. Температура в среднем за март-апрель — 38 гр. Цельсия. Максимальная, рекордная температура была зафиксирована в 1912 году — 42,2 гр. Цельсия(108 Фаренгейта), высочайшая на Филиппинах.

## История
В происхождении названия города много неясного, и окончательной версии нет. Предполагается, что
этноним возник от местных слов таррао(место, где в изобилии растут
деревья), гаррао(пресные воды, или туггуй(огонь), аггао(день), и т. д.
Город возник на месте поселка, основанного испанцами в 1604 году, который тогда был центром
большой провинции, называвшейся Кагаян, но включавшей в себя также и соседние территории современных провинций Исабела, Нуэва-Виская, Кирино. Испанцы впервые посетили эту местность в 1600 году. Они встретили здесь местные племена, которые уже тогда вели торговлю с китайцами, индийцами и японцами. После прибытия монахов-доминиканцев среди коренного
населения началось распространение католичества. Испанцы сооружали поселки и церкви, или часовни, давая каждому поселку или кварталу название в честь того или иного святого. Этот святой считался покровителем поселения.
Оказалось так, что аборигены не были удовлетворены властью первого коменданта, поставленного испанцами, и уже в 1605 году вспыхнуло первое восстание. Комендант был убит.
Затем мятежи возникали еще несколько раз, в 1718 и 1761 годах, когда здесь правил ставленник испанской короны, известный в истории под именем Риверы.
В конце XX века, в 1983 году, в Тугегарао отмечали 400-летие образования провинции Кагаян. Город посетили представители правительства. Были проведены активные работы по перестройке и
обновлению кварталов города, зданий, школ, учреждений, спортивных сооружений, рынков, магазинов
и церквей.
В 1980-е и 1990-е годы продолжалось дальнейшее улучшение условий жизни в Тугегарао, росло население, которое на 1980 г. составляло 73 507 жителей, и которое выросло с тех пор почти в 2 раза.
Образование в Тугегарао можно получить в местных учебных заведениях. здесь основано 3 университета, технологический институт и ряд колледжей. Крупнейшие — Государственный университет Кагаяна, университет Св. Павла и университет Св. Луиса.